# Jimmy Graham
Jimmy Graham (nacido el 24 de noviembre de 1986) es un jugador profesional de fútbol americano estadounidense que juega en la posición de tight end y actualmente milita en los New Orleans Saints de la National Football League (NFL).

## Biografía
Graham asistió a Charis Prep en Wilson, Carolina del Norte. Allí jugó al baloncesto, y recibió un beca de la Universidad de Miami.
En Miami, Graham jugó para los Hurricanes de 2005 a 2009. También jugó su última temporada al fútbol americano, donde consiguió 17 recepciones para 213 yardas y 5 touchdowns.

## Carrera

### New Orleans Saints
Graham fue seleccionado por los New Orleans Saints en la tercera ronda (puesto 95) del draft de 2010. El 28 de julio, Graham firmó un contrato de rookie por cuatro años y $2.4 millones.

### Seattle Seahawks
El 10 de marzo de 2015, Graham fue traspasado a los Seattle Seahawks por el center Max Unger y la primera selección del draft de 2015.

### Green Bay Packers
El 16 de marzo de 2018, Graham firmó un contrato de tres años por $30 millones con los Green Bay Packers.

### Chicago Bears
El 16 de marzo de 2020, Graham firmó un contrato de dos años por $18 millones con los Chicago Bears.